# San Francesco del Deserto
San Francesco del Deserto je otok u Venecijanskoj laguni između otoka Sant Erasmo i Burano, od 4 hektara. Na otoku se nalazi franjevački samostan s 9 frajevca.

## Povijest
Otok je bio naseljen još od rimskih vremena, što dokazuje otkrića nekih nalaza na nalazištu Isola delle Due Vigne. Nakon povratka iz Svete Zemlje u doba Petog križarskog rata na otoku se skrasio Franjo Asiški 1220. On je na otoku ostao zbog mira, i mogućnosti meditacije, tako da se on uzima za osnivača samostana na otoku. 
Nakon njegove smrti, otok je darovan franjevcima u ožujku 1233., zapravo Jacopu Michieleu rođaku biskupa Grada - Angela Barozzija, koji je zadužen za izgradnju samostana.
Franjevci su u 15. stoljeću, napustili otok i samostan zbog pogoršanih uvjeta života. Otok je ostao napušten sve dok ga austrijska vojska nije nakon napoleonskih ratova počela rabiti kao skladište baruta. Nakon tog Austrijanci otok su darovali 1858. venecijanskoj biskupiji, a ona ponovno dala otok franjevcima kako bi obnovili samostan. 

## Galerija slika
- Pogled na otok sa sjevera
- Bunar u klaustru
- Samostanski klaustar
- Pogled na obližnji Burano

## Vanjske poveznice
- Isola San Francesco del Deserto, službene stranice samostana  Arhivirana inačica izvorne stranice od 1. travnja 2011. (Wayback Machine) (tal.)